# 伊藤弘人
伊藤 弘人（いとう こうじん、1916年 - 1988年）は、神奈川県相模原市出身の日本画家。
日本美術院特待。相模原市民文化彰受賞。本名は、伊藤弘。

## 経歴
- 1916年 上溝に生まれる
- 1933年 片野湘雲に師事
- 1934年 横浜美術協会（ハマ展）初入選
- 1940年 大日美術展出品
- 1947年 ハマ展荒井賞受賞
- 1948年 第33回 日本美術院展（院展）初入選。ハマ展横浜市長賞受賞。会員・審査員推挙
- 1949年 第3回 春の院展出品。第34回 院展
- 1950年 日本美術院院友推挙。前田青邨に師事、雅号を弘人とする。第4回 春の院展。
- 1950年 第35回 院展
- 1952年 第37回 院展
- 1953年 第7回 春の院展
- 1954年 第8回 春の院展、第39回 院展
- 1955年 第9回 春の院展
- 1956年 第41回 院展
- 1957年 第11回 春の院展
- 1959年 第44回 院展
- 1961年 第46回 院展
- 1962年 第47回 院展
- 1963年 第17回 春の院展。相模原市一般表彰受賞。
- 1964年 第18回 春の院展
- 1965年 第19回 春の院展、第50回 院展
- 1967年 第52回 院展
- 1968年 第53回 院展
- 1969年 第54回 院展「野仏」出品、第24回 春の院展
- 1970年 第55回 院展、第25回 春の院展
- 1971年 第25回 春の院展、第56回 院展
- 1972年 第57回 院展
- 1973年 第28回 春の院展
- 1974年 第29回 春の院展
- 1975年 第60回 院展、第30回 春の院展
- 1976年 第61回 院展「洞窟の石仏」日本美術院特待に推挙
- 1977年 第62回 院展「明」。座間美都治賞受賞。第32回 春の院展
- 1978年 第63回 院展「崖」
- 1979年 第64回 院展「風化」、第34回 春の院展
- 1981年 日本画三人展（相模原市立あじさい会館・主催：相模原市教育委員会）、第66回 院展
- 1982年 第37回 春の院展
- 1983年 第68回 院展「彩（装飾古墳）」、第38回 春の院展「装飾古墳」
- 1984年 第69回 院展
- 1985年 第40回 春の院展
- 1986年 相模原市民文化彰受賞記念 伊藤弘人展（相模原市立あじさい会館）

| スタブアイコン | サブスタブ | この項目は、まだ閲覧者の調べものの参照としては役立たない、人物に関連した書きかけの項目です。この項目を加筆・訂正などしてくださる協力者を求めています（P:人物伝/PJ:人物伝）。 |